# Carlos Correa (beisbolista)
Carlos Javier Correa Oppenheimer Jr. (Ponce, 22 de septiembre de 1994) es un beisbolista puertorriqueño que juega en la posición de campocorto para los Houston astros Anteriormente jugó para los Minnesota twins. 
El 15 de noviembre de 2015 fue elegido como el Novato del Año de la Liga Americana. Actualmente es uno de los mejores campocortos en las grandes ligas.

## Primeros años de vida
Correa nació en Ponce, Puerto Rico el 22 de septiembre de 1994, hijo de Carlos Correa Sr. y Sandybel Oppenheimer. Aunque los ingresos de la familia eran bajos, tenían suficiente dinero para construir una pequeña casa en Barrio Velázquez, un pueblo de pescadores ubicado en Santa Isabel, Puerto Rico, donde se crio Correa. Desde temprana edad, Correa solía jugar a la pelota en un callejón adyacente a su casa, lo que llevó a un vecino a sugerirle inscribirlo en una liga juvenil, la categoría de campo para padres, cuando tenía cinco años. Correa fue asignado a jugar como primera base debido a su habilidad para batear, mientras su padre continuaba entrenándolo todos los días durante su tiempo libre. En 1998, el Huracán Georges causó graves daños a la casa de la familia. Su padre tuvo que aceptar varios trabajos ocasionales, pero siguió entrenando a su hijo a diario.
Cuando tenía siete años, Correa se desempeñaba sólidamente en la filial del Congreso Americano de Béisbol Playita Cortada de Santa Isabel, bateando hasta ciento cincuenta jonrones. Cuando el equipo fue eliminado, el campeón de la liga, Río Grande, reclutó a Correa para jugar en la serie de campeonato celebrada en Atlanta, Georgia. Sin embargo, la distancia entre Santa Isabel y el municipio de Río Grande dificultó esto para la familia. Su madre también trabajaba, pero cuando esto no fue suficiente, empezó a vender comida. Los ciudadanos de Santa Isabel comenzaron a ayudarlos a organizar juegos benéficos y su equipo original donó los ingresos de sus ventas para ayudar a pagar el viaje. Correa fue el lanzador de Río Grande y fue nombrado el Jugador Más Valioso del torneo luego de ponchar a ocho bateadores en una remontada del equipo. Cuando Correa tenía once años, la familia viajaba al municipio de Caguas para que practicara con equipos de mayor nivel. Correa también fue estudiante de honor y recibió una beca para asistir a la Academia Bautista Raham.
Tres años después, la familia se mudó del Barrio Velázquez debido a las recurrentes inundaciones, pero mantuvo estrechos vínculos con los que se quedaron. Acompañado por su hermano, Jean Carlos, en las prácticas de béisbol, la familia una vez más tuvo que realizar más trabajos ocasionales. Poco después, la Academia y Escuela Secundaria de Béisbol de Puerto Rico incorporaron a Correa como estudiante becado. Su disciplina y talento llevaron a sus entrenadores a trabajar horas extras para mejorar su bate y ayudaron ofreciendo transporte cuando el auto de la familia quedó destrozado en un accidente. En 2010, Correa participó en las Finales BCS y el Campeonato Mundial Subclassman PG de la WWBA. Luego de asistir a uno de estos eventos especiales, Correa hizo ajustes en su swing de bateo con su entrenador de bateo, José Rivera. Al año siguiente, apareció en las finales sub-18 del PG BCS de 2011 y en el escaparate profesional de la costa este. Sin embargo, fue la actuación de Correa en las Exhibiciones Nacionales y Mundiales de PG de 2011 lo que lo promovió a la cima de su clase, lo que le valió un lugar en el Juego All-American Aflac-PG, donde fue nombrado Jugador Defensivo del Año de Rawlings. Cerró el año con una aparición en el Campeonato Mundial PG WBAA.
Correa abrió el 2012 siendo seleccionado el jugador más valioso del Torneo de Excelencia Víctor Pellet, luego de una extraordinaria actuación del campocorto que incluyó un juego de dos jonrones. En la exhibición mundial de PG de 2012, estableció un récord de PG con un lanzamiento de 97 millas por hora a través del cuadro. Luego de graduarse de la PRBAHS, Correa firmó una carta de compromiso con la Universidad de Miami. Además de competir por la PRBAHS, Correa también fue miembro del Team Mizuno y del Equipo Nacional de Béisbol de Puerto Rico que participó en el torneo Panamericano juvenil.